# کدوسرخ‌ها
کدوسرخ‌ها (نام علمی: Coccinia) نام یک سرده از تیره کدوییان است.